# 金卡拉
金卡拉是剛果共和國的城鎮，也是普爾省的首府，位於該國東南部，毗鄰首都布拉柴維爾，海拔高度391米，每年平均降雨量1,396毫米，2010年人口估計約为16,132。